# Вернигероде (замок)
Замок Вернигероде (нем. Schloss Wernigerode) — неоготический замок в городе Вернигероде, земля Саксония-Анхальт, Германия. Обрёл свой современный вид в конце XIX века после масштабной реконструкции. Сейчас здесь находится музей и филиал Фонда культурного наследия земли Саксония-Анхальт.

## История

### Ранний период
Первое документальное упоминание графов фон Вернигероде относится к 1121 году. Из этого документа можно сделать вывод, что веком ранее род уже существовал. Замок Вернигероде впервые упоминается как укрепление в 1213 году. Графы фон Вернигероде имели разнообразные владения в окрестных землях и часто конфликтовали с соседями: графами фон Бланкенбург и фон Регенштайн.
Полноценный замок построил на 100-метровом холме над поселением Вернигероде вероятно граф Адальберт фон Вернигроде. Его потомки, в чьём управлении находилась значительная территория на северо-востоке области Гарц, выбрали замок в качестве своей главной резиденции. Здесь проходили две важные дороги, и город быстро рос за счёт селившихся здесь ремесленников и торговцев, которых помимо прочего привлекала гарантия защиты в случае нападения. 
17 апреля 1229 года представители семьи фон Вернигероде предоставили быстро растущему городу права поселения по образцу соседнего Гослара. Владения графов долгие годы существовали достаточно автономно. К 1343 году после очередного конфликта с графами фон Регенштейн семья фон Вернигероде смогла победить давних соперников и существенно расширить свои владения. 
В 1429 году род графов Вернигероде пресёкся. Тогда графство Вернигероде, а соответственно и замок перешли в собственность графов фон Штольберг. Вскоре Штольберги заложили вновь приобретенные владения графу Генриху фон Шварцбургу. Правда, это не помешало нескольким представителям рода фон Штольберг проживать в резиденции до XVII века. 

### XVII-XIX века
Однако в конце Тридцатилетней войны из-за вооружённого противостояния с горожанами Вернигероде графы Штольберг оставили замок и сделали своей основной резиденцией Ильзенбург. Так продолжалось до тех пор, пока молодой граф Кристиан Эрнст цу Штольберг-Вернигероде, возглавивший родовые владения в 1710 году, не перенёс свою резиденцию в замок Вернигероде. Вскоре бывшая крепость была превращена в роскошный дворец в стиле барокко. Один из потомков Кристиана, граф Отто цу Штольберг-Вернигероде, начал масштабную реконструкцию замка в XIX века.  

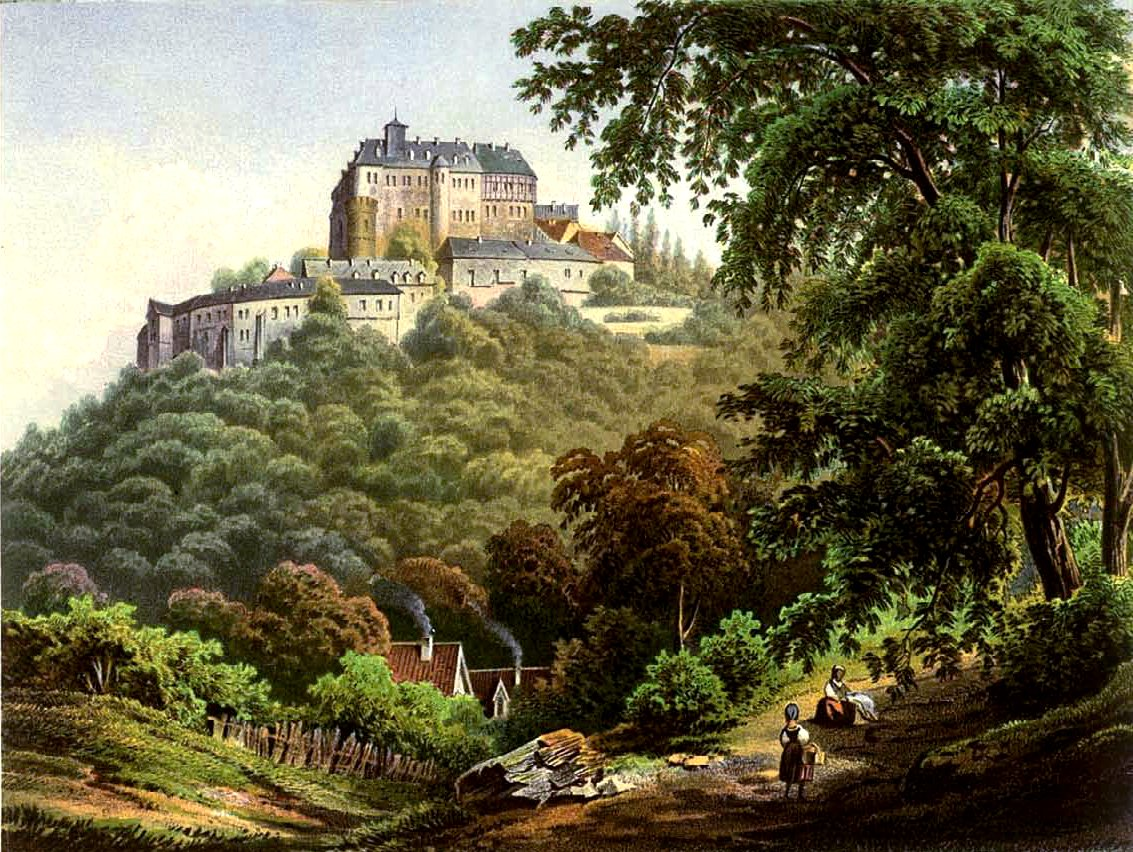
Изображение замка на картине 1860 года

Здания были перестроены в стиле неоготики. То что мы видим сегодня — результат именно тех работ. Внутренний двор замка был живописное украшен. Также в 1880 году по планам венского архитектора Фридриха фон Шмидта появилась церковь. Резные фигурки на здании изготовлены местным резчиком по дереву Густавом Кунтцшем. 

### XX век
В 1929 году семья князей цу Штольберг-Вернигероде оставила замок как место постоянного проживания. А с апреля 1930 года и до конца декабря 1943 года часть помещений была открыта за небольшую плату для экскурсий. Замок ежегодно посещали до 40 тысяч человек. С 1944 года большая часть комнат замка использовалась как жилые помещения для беженцев. 
После завершения Второй мировой войны замок оказался на территории, которая вошла в зону советской оккупации. В ходе земельный реформы, которую провели новые власти Саксонии-Анхальт в 1945 году  последний владелец резиденции, князь Бото цу Штольберг-Вернигероде, лишился своей собственности. В середине декабря 1946 года комплекс был разграблен советскими солдатами.

## Музей
В 1946 году в замке была создана экспозиция «Феодальный музей». В соответствии с идеологией пришедших к власти коммунистов экспонаты документально доказывали, что в минувшие века феодалы жили в достатке и роскоши, а простые люди бедствовали и страдали от жестокого гнёта. Старинную мебель и другие предметы интерьера привезли из замков Бланкенбург и Ильзенбург в 1949 году. 
К 1990 году власть коммунистов в ГДР стала ослабевать. Серьёзно изменился характер экспозиции в Вернигероде. Комплекс начал функционировать как музей истории замка и окружающих земель. С 1998 года стал первым немецким музейным центром истории искусства и культуры XIX века. Почти 50 комнат демонстрируют оригинально обставленные гостиные немецкой знати до 1918 года, а также тематические комнаты по истории семьи Штольберг-Вернигероде и Второй Германской империи. Среди прочего, в столовой есть празднично накрытый стол, представляющий культуру приема пищи дворянства до 1918 года. Дополнительными центральными элементами являются предметы искусства и ремесла, а также мебель с XVI по XIX век.

## В массовой культуре
- В 1978 году в замке снимались некоторые эпизоды известного советского художественного фильма «Тот самый Мюнхгаузен».

## Галерея

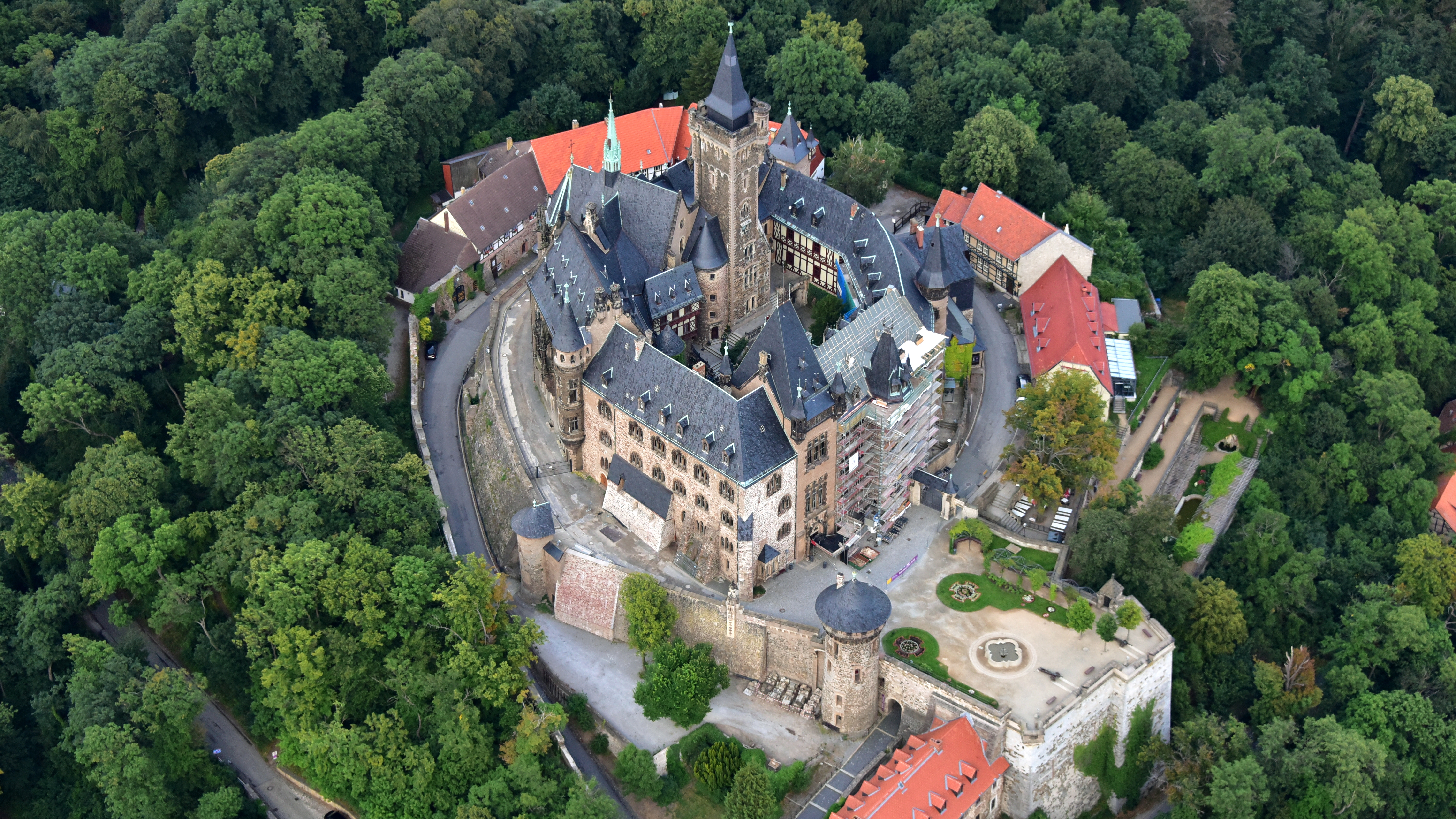
Вид замка с высоты
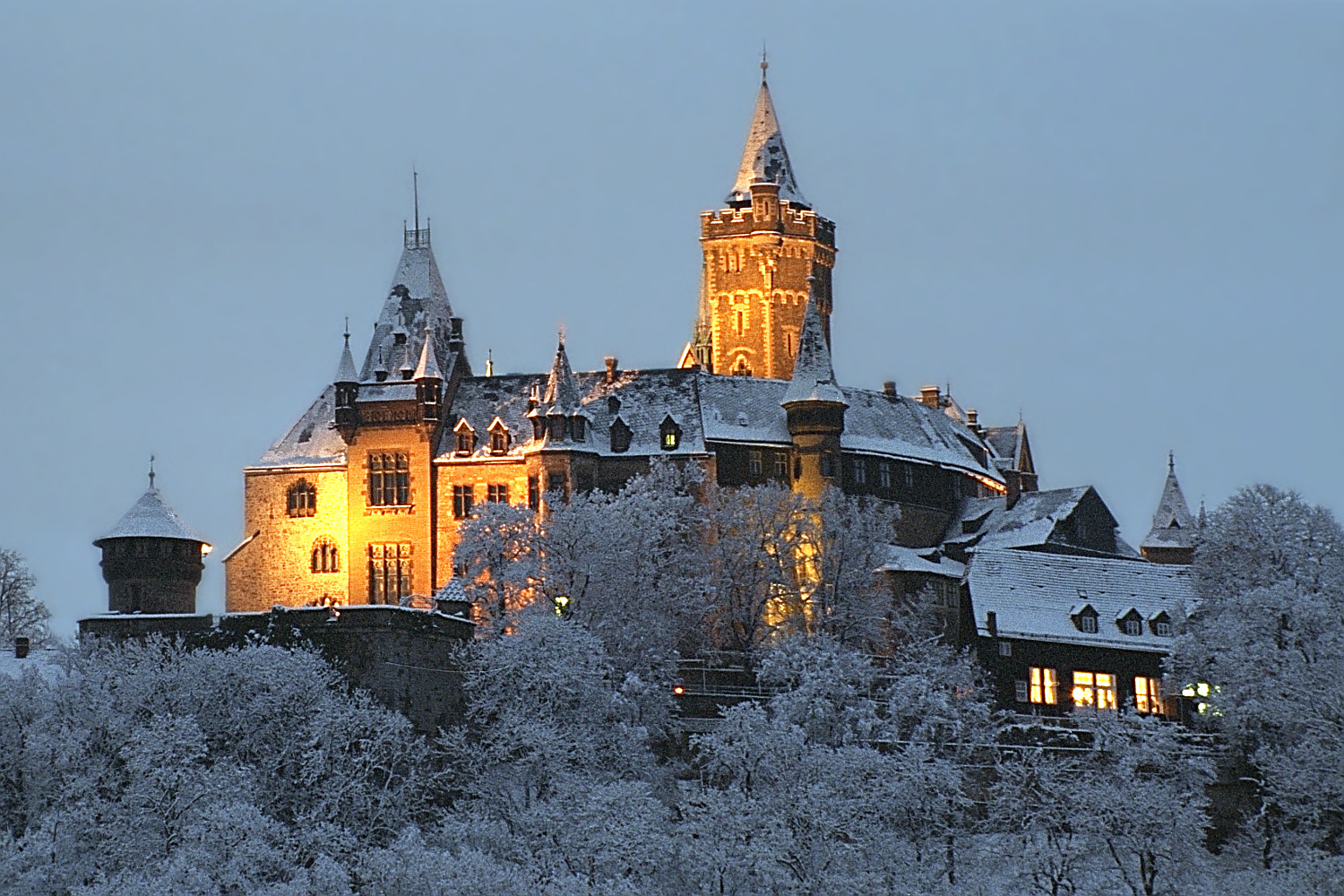
Вид замка зимой
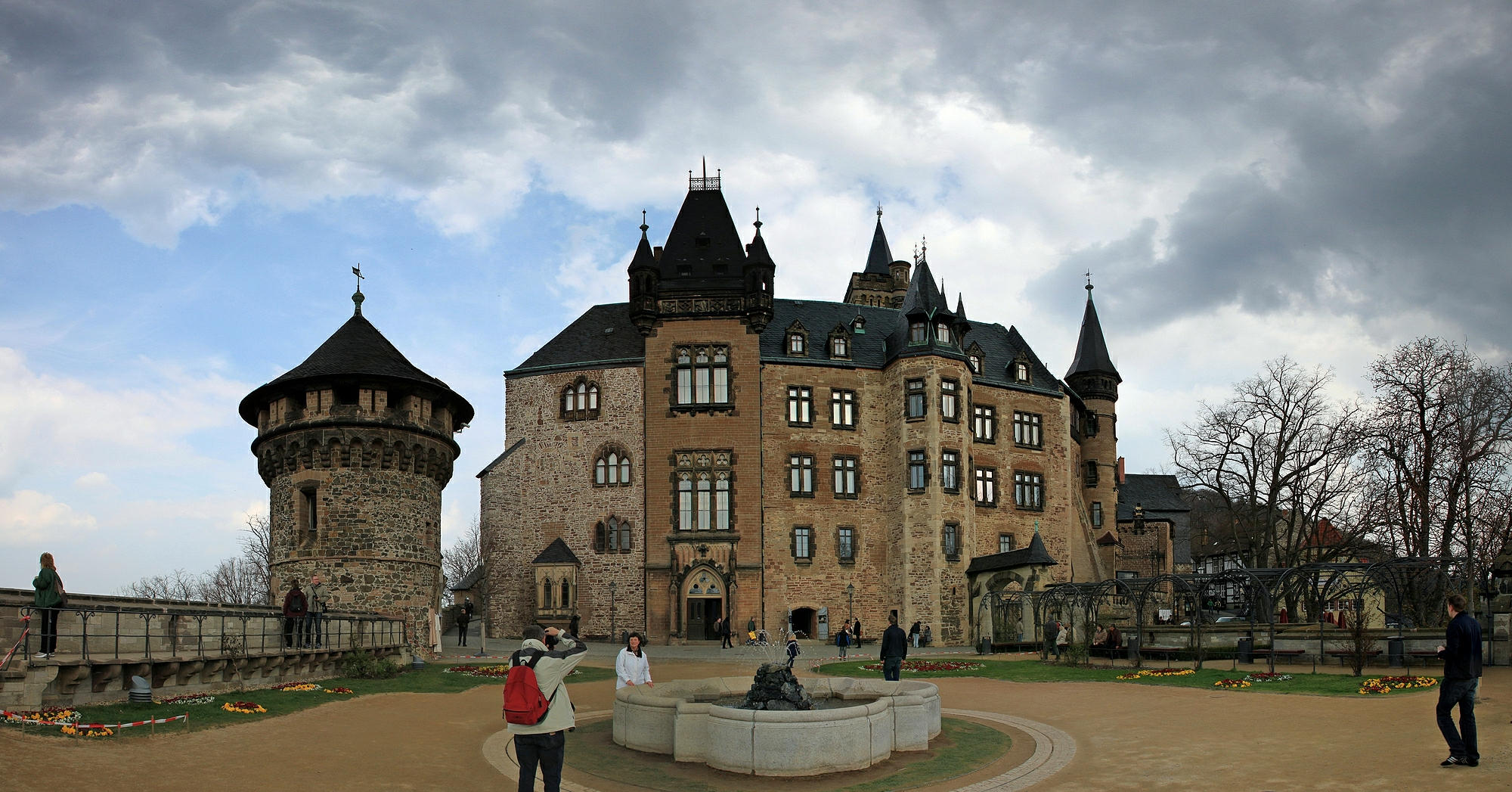
Внутренняя терраса замка
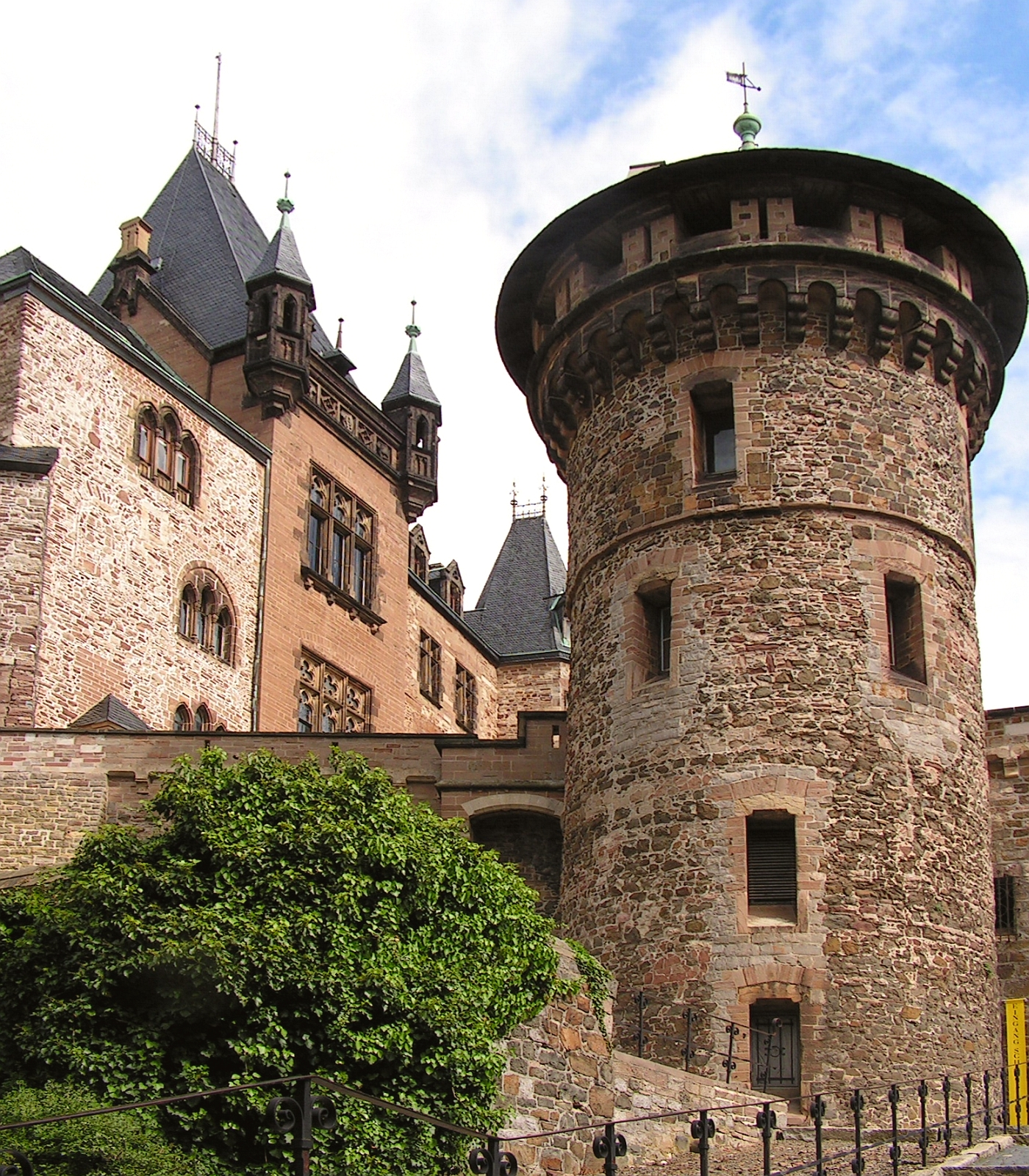
Одна из замковых башен
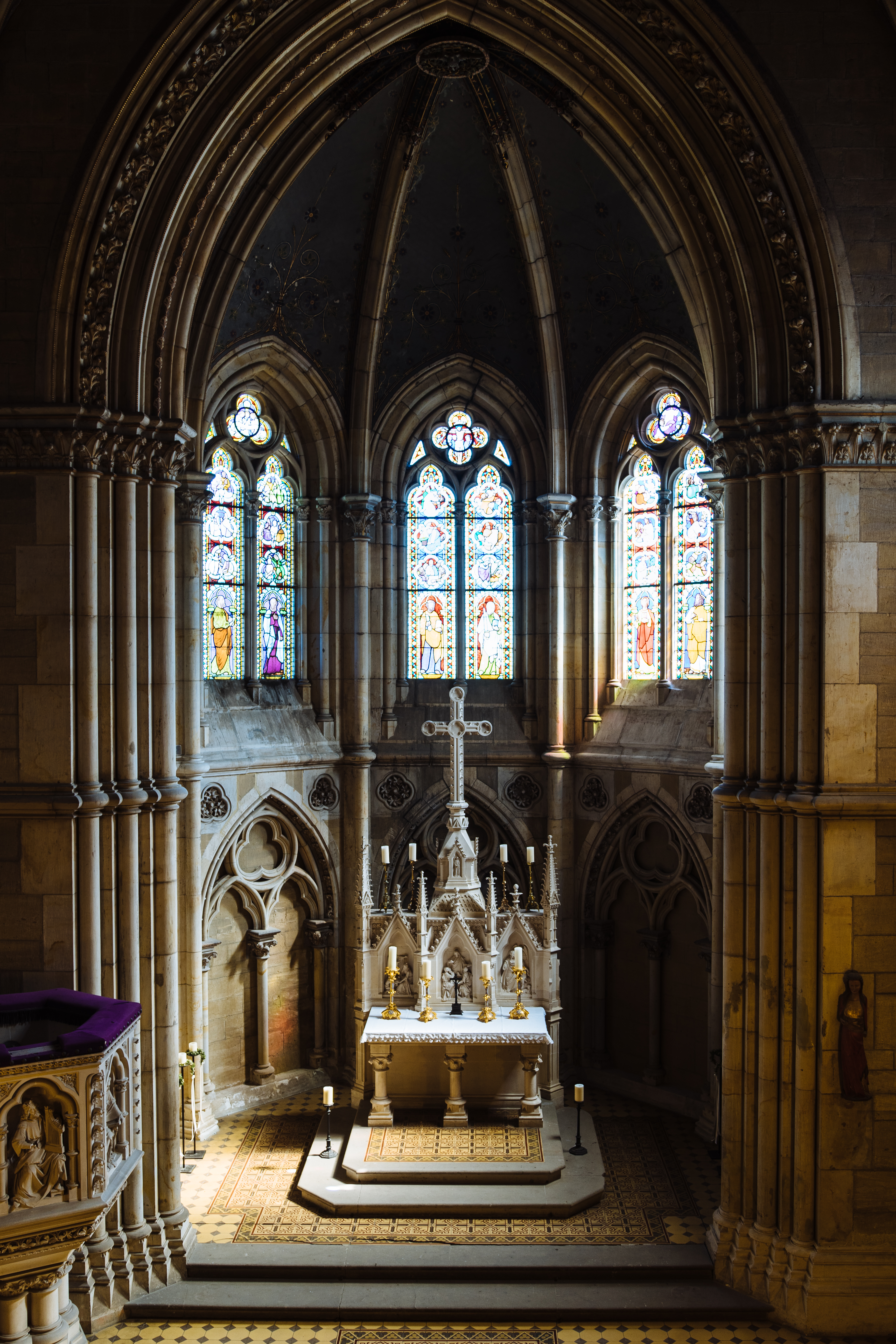
Внутри замковой церкви